# Championnat du Cameroun de football 2013
Navigation
Saison précédente Saison suivante
La saison 2013 du Championnat du Cameroun de football est la 53e édition de la première division camerounaise, la MTN Elite 1. Les 14 équipes sont regroupées au sein d'une poule unique, où chaque équipe affronte tous les adversaires de sa poule deux fois, à domicile et à l'extérieur. En fin de saison, les trois derniers du classement sont relégués et remplacés par les trois meilleures formations de deuxième division.
C'est le Cotonsport Garoua qui remporte la compétition cette saison après avoir terminé en tête du classement final, avec deux points d'avance sur Les Astres FC et cinq sur le tenant du titre, l'Union Douala. Il s'agit du douzième titre de champion du Cameroun de l'histoire du club en dix-sept saisons.

## Qualifications continentales
Les deux premiers du classement final se qualifient pour la Ligue des champions de la CAF 2014 tandis que le troisième et le vainqueur de la Coupe du Cameroun obtiennent leur billet pour la Coupe de la confédération 2013. Si l'équipe victorieuse en Coupe est parmi les trois premiers, c'est le finaliste qui décroche la qualification.

## Les clubs participants
| - Astres FC - Canon Yaoundé - Cotonsport Garoua - Douala Athletic Club - Promu de D2 - New Star de Douala - Fovu Baham - Promu de D2 - Panthère du Ndé | - Renaissance FC de Ngoumou - Sable Batié - Tonnerre Yaoundé - Promu de D2 - Union Douala - Unisport Bafang - Njala Quan de Limbé - YSA Bamenda |  |

## Compétition

### Classement
Le barème utilisé pour établir le classement est le suivant :
- Victoire : 3 points
- Match nul : 1 point
- Défaite, forfait ou abandon : 0 point

Classement final :
| Rang | Équipe                    | Pts | J  | G  | N  | P  | Bp | Bc | Diff |
| ---- | ------------------------- | --- | -- | -- | -- | -- | -- | -- | ---- |
| 1    | Cotonsport Garoua         | 46  | 26 | 13 | 7  | 6  | 45 | 20 | +25  |
| 2    | Les Astres FC             | 44  | 26 | 13 | 5  | 8  | 29 | 20 | +9   |
| 3    | Union DoualaT             | 41  | 26 | 11 | 8  | 7  | 35 | 22 | +13  |
| 4    | Unisport Bafang           | 40  | 26 | 10 | 10 | 6  | 17 | 15 | +2   |
| 5    | Canon Yaoundé             | 35  | 26 | 7  | 14 | 5  | 23 | 27 | -4   |
| 6    | Njala Quan de Limbé       | 34  | 26 | 8  | 10 | 8  | 29 | 25 | +4   |
| 7    | Fovu BahamP               | 34  | 26 | 9  | 7  | 10 | 25 | 23 | +2   |
| 8    | YOSA BamendaC             | 34  | 26 | 8  | 10 | 8  | 16 | 22 | -6   |
| 9    | Renaissance FC de Ngoumou | 32  | 26 | 8  | 8  | 10 | 25 | 33 | -8   |
| 10   | Douala Athletic ClubP     | 31  | 26 | 8  | 7  | 11 | 26 | 26 | 0    |
| 11   | New Star de Douala        | 30  | 26 | 6  | 12 | 8  | 23 | 29 | -6   |
| 12   | Panthère du Ndé           | 29  | 26 | 5  | 14 | 7  | 18 | 27 | -9   |
| 13   | Tonnerre YaoundéP         | 26  | 26 | 6  | 8  | 12 | 19 | 30 | -11  |
| 14   | Sable Batié               | 26  | 26 | 6  | 8  | 12 | 12 | 23 | -11  |

|  | Qualifié pour la Ligue des champions de la CAF 2014                                      |
|  | Qualifié pour la Coupe de la confédération 2014                                          |
|  | Relégué en 2e division, finalement maintenu                                              |
|  | T : Tenant du titre C : Vainqueur de la Coupe du Cameroun P : Promu de deuxième division |

## Bilan de la saison
| Championnat du Cameroun de football 2013 |                               |
| Champion                                 | Cotonsport Garoua (12e titre) |
| Coupes et trophées                       |                               |
| Vainqueur de la Coupe du Cameroun 2013   | YOSA Bamenda                  |
| Qualifications continentales             |                               |
| Ligue des champions de la CAF 2014       | Cotonsport Garoua             |
| Ligue des champions de la CAF 2014       | Les Astres FC                 |
| Coupe de la confédération 2014           | Union Douala                  |
| Coupe de la confédération 2014           | YOSA Bamenda                  |
| Promotions et relégations                |                               |
| Promus en MTN Elite 1                    | UMS de Loum                   |
| Promus en MTN Elite 1                    | Scorpion de Bé                |
| Promus en MTN Elite 1                    | Cosmos de Bafia               |
| Relégués en MTN Elite 2                  | Panthère du Ndé               |
| Relégués en MTN Elite 2                  | Tonnerre de Yaoundé           |
| Relégués en MTN Elite 2                  | Sable Batié                   |